# Falklandi pamparóka
A falklandi pamparóka (Dusicyon australis) a kutyafélék egy kihalt faja, amely nemének egyetlen képviselője volt.

## Előfordulása
Mint neve is mutatja, a Falkland-szigeteken élt.

## Megjelenése
A falklandi pamparóka kétszer akkora volt, mint az európai róka: olyan megtermett, mint egy angol szelindek. A hiteles feljegyzések szerint igen szelíd és könnyen háziasítható állat volt, de mindenféle rémtörténeteket meséltek róla. Részben e koholmányok hatására, de nem csekély mértékben szőrméjéért irtották ki.

## Darwin jóslata
Charles Darwin föld körüli útján pillantotta meg a falklandi rókákat, és három példányt be is gyűjtött. Darwint foglalkoztatta az állat származása, de közeli rokont nem talált. Élőhelyének szűkülését látva az alábbiakat jegyezte fel: „Úgy gondolom, hogy mivel most a szigeteket gyarmatosítják, mielőtt elbomlana az a papír, amelyre ezt az állatot rajzolták, azon fajok közé fogják sorolni, amelyek eltűntek a Földről.”
1868-ban egy élő példány eljutott Londonba, ahol néhány évig élt az állatkertben. Az utolsó falklandi róka 1876-ban, 17 évvel „A fajok eredete” megjelenése után pusztult el.